# 주한 말레이시아 대사관
주한 말레이시아 대사관(말레이어: Kedutaan Besar Malaysia di Republik Korea)은 대한민국 서울특별시 용산구 한남동 4-1에 위치하고 있는 말레이시아 대사관이다.

## 역사
말레이시아는 1960년 2월 23일에 대한민국과의 외교 관계를 수립했다. 1962년 5월 13일에는 대한민국 정부가 말레이시아 쿠알라룸푸르에 주말레이시아 대한민국 대사관을 설립했고 1964년 5월에는 말레이시아 정부가 대한민국 서울에 주한 말레이시아 대사관을 설립했다.

## 주요 업무
주요 업무는 대한민국 정부와의 외교 교섭과 국제 협력, 경제, 통상 교섭, 양국 문화, 학술, 체육 교류 및 협력, 외교 정책 홍보, 대한민국 거주 말레이시아 국민의 보호와 지도, 문서의 공증, 국적, 호적, 여권 및 사증 업무 등이다.

## 같이 보기
- 대한민국-말레이시아 관계
- 주말레이시아 대한민국 대사관
- 말레이시아의 재외공관 목록
- 대한민국 주재 외국공관 목록
- 주조 말레이시아 대사관